# Axamer Straße
De Axamer Straße (L394) is een 4,04 kilometer lange Landesstraße (lokale weg) in het district Innsbruck Land in de Oostenrijkse deelstaat Tirol. De weg begint bij Kematen in Tirol (610 m.ü.A.) en sluit daar aan op de Sellraintalstraße (L13). De weg loopt vandaar omhoog door de gemeente Axams tot bij het gelijknamige hoofddorp van deze gemeente, waar de weg aansluit op de Götzener Straße (L12). Het beheer van de straat valt onder de Straßenmeisterei Zirl.